# Gordana Čomić
Gordana Čomić, cyr. Гордана Чомић (ur. 16 czerwca 1958 w Nowym Sadzie) – serbska polityk, fizyk i nauczycielka akademicka, parlamentarzystka, od 2020 do 2022 minister praw człowieka, mniejszości i dialogu społecznego.

## Życiorys
Ukończyła studia z zakresu fizyki, w latach 1984–1999 pracowała jako nauczycielka akademicka na Uniwersytecie w Nowym Sadzie. Później do 2004 była zatrudniona w centrum sportowym SPC Vojvodina. Na początku lat 90. zaangażowała się w działalność polityczną w ramach Partii Demokratycznej (DS). Obejmowała kierownicze funkcje w jej strukturach w Wojwodinie. Była też wiceprzewodniczącą DS oraz przewodniczącą partyjnej frakcji kobiet. Zasiadała w Zgromadzeniu Wojwodiny, w latach 2000–2001 pełniła funkcję wiceprzewodniczącej tej instytucji.
W 2000 uzyskała po raz pierwszy mandat posłanki do Zgromadzenia Narodowego. Mandat posłanki obejmowała też w wyniku kolejnych wyborów z 2003, 2007, 2008, 2012, 2014 i 2016. Zajmowała stanowisko wiceprzewodniczącej serbskiego parlamentu. W lutym 2020 Gordana Čomić zdecydowała się powrócić do działalności w Zgromadzeniu Narodowym, którego prace były wówczas bojkotowane przez część opozycji. W konsekwencji rozstała się z Partią Demokratyczną. W tym samym roku nie uzyskała poselskiej reelekcji, kandydując z ramienia ugrupowania „Ujedinjenja demokratska Srbija”.
W październiku 2020 dołączyła do nowo powołanego drugiego rządu Any Brnabić, obejmując w nim funkcję ministra praw człowieka, mniejszości i dialogu społecznego. Urząd ten sprawowała do października 2022.